# Campionat del món de ciclocròs de relleus mixtes
El Campionat del món de ciclocròs de relleus mixtes és una de les curses ciclistes que formen part dels Campionats del món de ciclocròs. La cursa és organitzada per la Unió Ciclista Internacional i es disputa anualment en un país diferent al final de la temporada de ciclocròs, a la fi de gener. La primera edició data del 2022. El disputen seleccions nacionals de sis corredors: tres dones i tres homes, cadascun representant una categoria (elit, sub-23 i júnior). El primer any a causa de l'escassa participació es va permetre excepcionalment que els equips fossin de 4 persones. i els resultats foren un test, no oficials. Els guanyadors de la prova obtenen el mallot irisat.

## Palmarès
| Any                     | Or | Plata | Bronze |
| 2022 (títol no oficial) | Itàlia- Samuele Leone Silvia Persico Lucia Bramati Davide Toneatti                                               | Estats Units- Eric Brunner - Katie Clouse Clara Honsinger Scott Funston                                               | Bèlgica- Daan Soete Kiona Crabbé Alicia Franck Niels Vandeputte                                                |
| 2023                    | Països Baixos- Tibor Del Grosso Guus van den Eijnden Lauren Molengraaf Leonie Bentveld Fem van Empel Pim Ronhaar | Regne Unit- Zoe Bäckstedt Joseph Blackmore Cat Ferguson Alfie Amey Anna Kay Thomas Mein                               | Bèlgica- Antoine Jamin Julie Brouwers Joran Wyseure Marion Norbert-Riberolle Xaydée Van Sinaey Laurens Sweeck  |
| 2024                    | França- Célia Gery Lauriane Duraffourg Hélène Clauzel Aubin Sparfel Rémi Lelandais Martin Groslambert            | Regne Unit- Cat Ferguson Zoe Bäckstedt Anna Kay Oscar Amey Corran Carrick-Anderson Cameron Mason                      | Bèlgica- Shanyl De Schoesitter Julie Brouwers Sanne Cant Arthur Van den Boer Ward Huybs Michael Vanthourenhout |
| 2025                    | Regne Unit- Zoe Roche - Cat Ferguson - Zoe Bäckstedt - Milo Wills - Oscar Amey - Thomas Mein                     | Itàlia- Giorgia Pellizotti - Lucia Bramati - Sara Casasola - Mattia Agostinacchio - Stefano Viezzi - Gioele Bertolini | França- Zélie Lambert - Célia Gery - Hélène Clauzel - Florian Fery - Jules Simon - Joshua Dubau                |

## Medaller
| Posició | País          | Or | Plata | Bronze | Total |
| 1       | Regne Unit    | 1  | 2     | 0      | 3     |
| 2       | França        | 1  | 0     | 1      | 2     |
| 3       | Països Baixos | 1  | 0     | 0      | 1     |
| 4       | Itàlia        | 0  | 1     | 0      | 1     |
| 5       | Bèlgica       | 0  | 0     | 2      | 2     |
| Total   | Total         | 3  | 3     | 3      | 9     |